# Moggridgea paucispina
Moggridgea paucispina är en spindelart som beskrevs av Hewitt 1916. Moggridgea paucispina ingår i släktet Moggridgea och familjen Migidae. Inga underarter finns listade i Catalogue of Life.